# Staškovce
Staškovce (in ungherese Sztaskóc) è un comune della Slovacchia facente parte del distretto di Stropkov, nella regione di Prešov.